# Borová (okres Náchod)
Obec Borová (německy Borowa) se nachází v okrese Náchod v Podorlické pahorkatině, 14 km od města Náchoda v Královéhradeckém kraji při hranici s Polskem. Žije zde 220 obyvatel.

## Historie
První písemná zmínka o obci pochází z roku 1445.

### Exulanti
Za vlády Marie Terezie emigrovaly z náboženských důvodů celé rodiny do pruského Slezska na pozvání pruského krále Fridricha II. Velikého. Z obce Borová prokazatelně uprchli: Antonín Jirman a Jiří Martinec.

## Pamětihodnosti
Dominantou obce je kaple Božského srdce Páně.

## Galerie

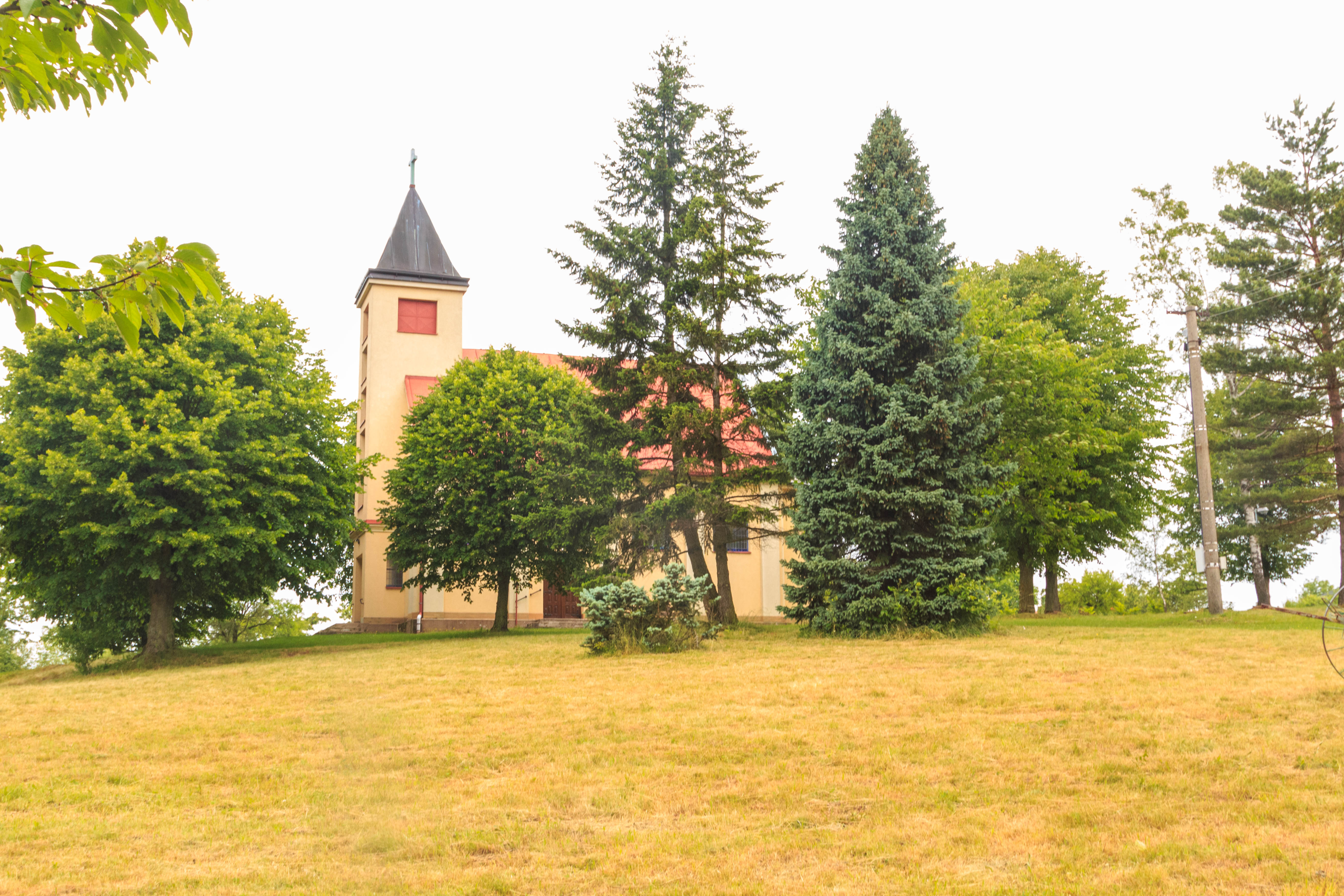
Kaple
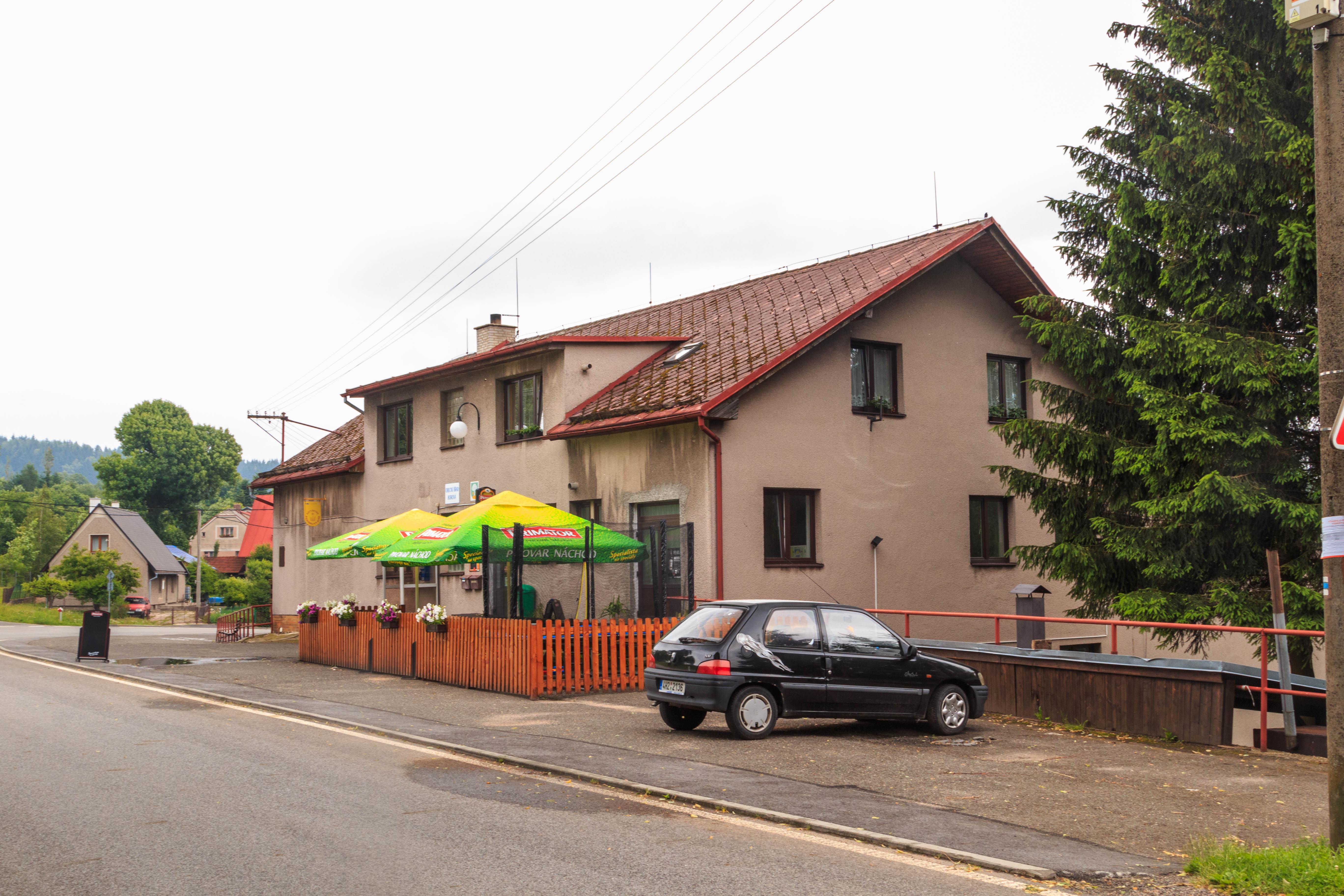
Hostinec
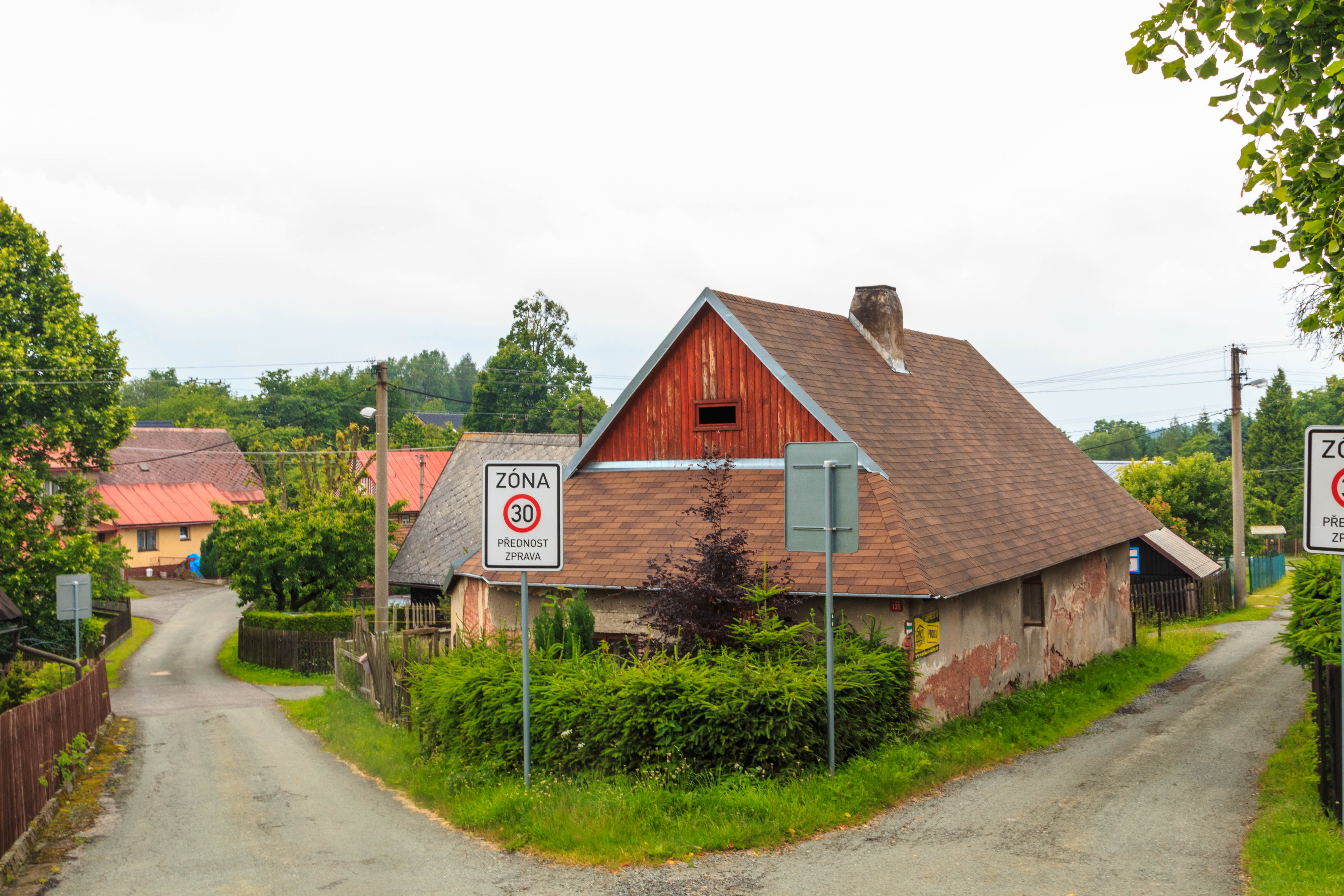
Dům čp. 72
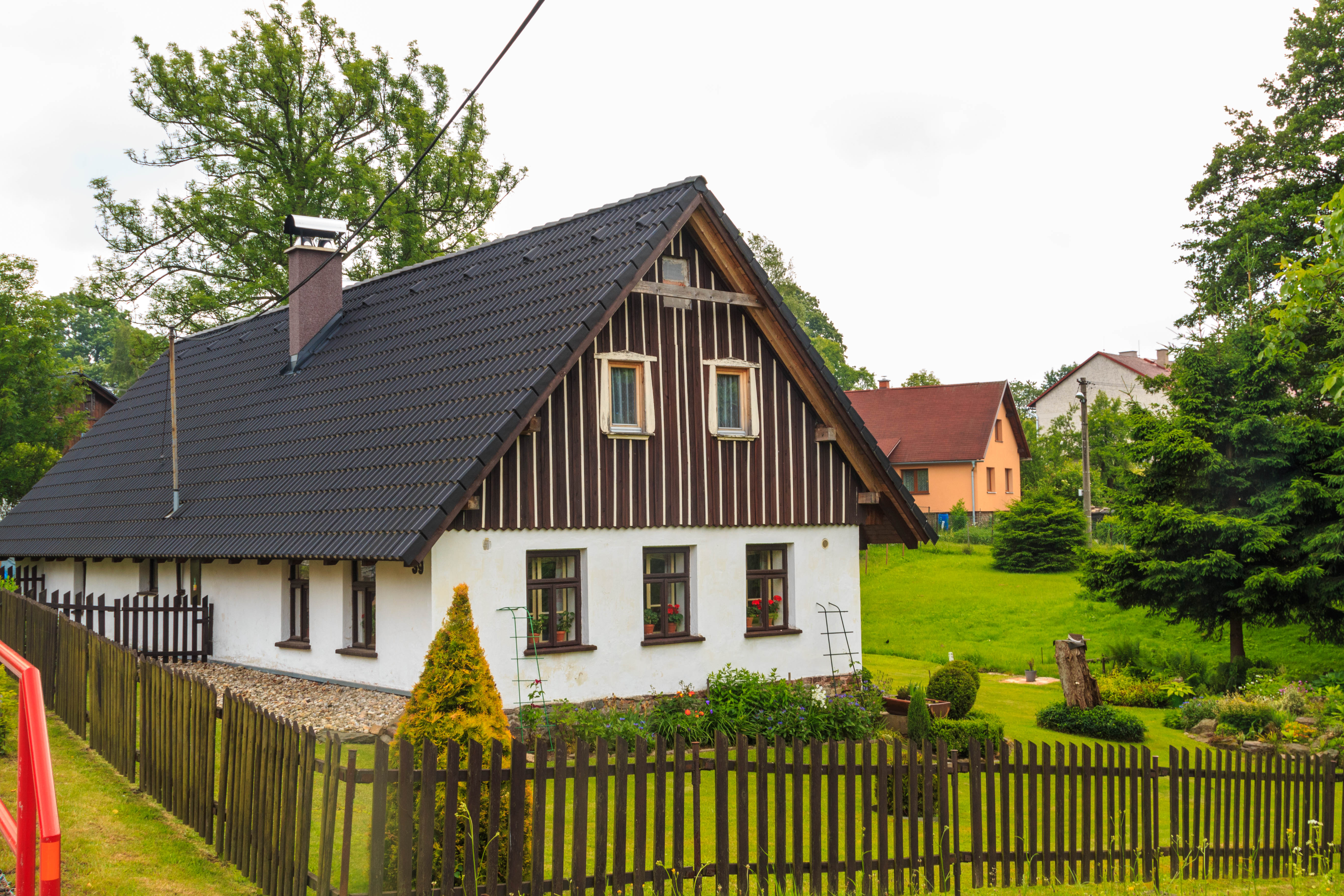
Dům čp. 39g